# Tater tots
Tater tots jsou nastrouhané brambory formované do malých válečků a smažené do křupava, často podávané jako příloha. Slovo „tater“ je dialektová forma slova „potato“ (brambora). Název „tater tot“ je registrovaná ochranná známka americké společnosti na mražené potraviny Ore-Ida, ale často se používá jako obecný termín. Společnost Ore-Ida také nabízí verzi ve tvaru mincí nazvanou „Crispy Crowns“.